# Anomis microdonta
Anomis microdonta är en fjärilsart som beskrevs av George Francis Hampson 1926. Anomis microdonta ingår i släktet Anomis och familjen nattflyn. Inga underarter finns listade i Catalogue of Life.